# Lương Chấn Anh
Lương Chấn Anh (tiếng Trung: 梁振英, sinh ngày 12 tháng 8 năm 1954), là một chính khách Hồng Kông và giữ chức vụ Trưởng quan hành chính giai đoạn 2012-2017. Lương Chấn Anh là một thành viên của phái thân kiến chế trên chính đàn Hồng Kông, ông là Triệu tập nhân thành viên không chính thức Hội nghị Hành chính cho đến khi từ chức vào ngày 3 tháng 10 năm 2011. Ông là Phó Chủ tịch Ủy ban Toàn quốc Hội nghị Hiệp thương Chính trị Nhân dân Trung Quốc từ năm 2018.

## Cuộc sống ban đầu
Lương Chấn Anh xuất thân từ một gia đình nghèo, gốc ở Sơn Đông một tỉnh ven biển phía đông Trung Quốc, cha ông là cảnh sát. Ông sinh ra ở Hông Kông và đã học trung học tại King's College. Năm 1974, ông tốt nghiệp trường Bách khoa Hồng Kông (nay là Đại học Bách khoa Hồng Kông) với một văn bằng cao cấp ngành khảo sát xây dựng. Sau khi tốt nghiệp, Lương Chấn Anh tiếp tục theo học định giá và quản lý bất động sản tại trường Bách khoa Bristol (nay là Đại học West of England) tại Anh Quốc năm 1977.
Sau đó, Lương Chấn Anh trở về Hồng Kông và gia nhập vào hãng bất động sản Jones Lang Wootton, ông làm việc cho hãng này trong 5 năm. Vào tuổi 30, ông trở thành chủ tịch chi nhánh JLW tại Hồng Kông. Kiếm được mức lương 10 triệu Đô la Hồng Kông trong một năm, ông được trao cho biệt danh "Đả công Hoàng đế" (tiếng Trung: 打工皇帝; nghĩa đen 'hoàng đế làm công') trong giai đoạn đầu của sự nghiệp. Năm 1993, ông mở công ty kiểm định riêng. Năm 2000, công ty này kết hợp với Dai Yuk-coeng company (tiếng Trung: 戴玉祥; Hán-Việt: Đái Ngọc Tường) của Singapore để tạo nên DTZ Debenham Tie Leung Limited. Từ năm 1995 đến 1996, Lương Chấn Anh là Chủ tịch Hiệp hội Kiểm định viên Hồng Kông. Ông là chủ tịch phân nhánh Hồng Kông của Hiệp hội Kiểm định viên đủ tư cách hành nghề Hoàng gia (Royal Institution of Chartered Surveyors). Sau đó, ông trở thành cố vấn danh dự của chính quyền Thâm Quyến, Thiên Tân, và Thượng Hải về cải cách ruộng đất. Ông cũng là cố vấn Kinh tế quốc tế cho chính quyền tỉnh Hà Bắc.

## Sự nghiệp chính trị ban đầu
Theo luật sư Christine Loh trong một cuốn sách xuất bản vào năm 2010 thì ông là đảng viên đảng Cộng sản, một đảng mà cho tới bây giờ vẫn hoạt động ngầm ở Hồng Kông, bởi vì nhiều người Hồng Kông đã từng trốn chạy Cộng sản sang đó.
Từ năm 1999 đến 2008, ông từng là chủ tịch hội đồng tại Đại học Lĩnh Nam. Ông cũng là chủ tịch và thành viên của Hội đồng Đại học Thành thị Hồng Kông. Năm 1985, ông được bầu làm thành viên của Ủy ban Tư vấn Luật Cơ bản Hồng Kông, và sau đó được bầu làm Tổng thư ký của Ủy ban. Florence Leung Mo-han, một cựu thành viên của đảng Cộng sản nằm vùng ở Hồng Kông, viết trong một cuốn hồi ký là chuyện này không thể xảy ra nếu ông không phải là đảng viên, một điều mà ông Lương vẫn chối cho tới bây giờ.. Năm 1999, Lương Chấn Anh được trao tặng Huân chương Sao Tử kinh vàng. Ông là một thành viên của Ban Thường trực Quốc gia của Hội nghị Hiệp thương Chính trị Nhân dân Trung Quốc cho đến khi từ chức chỉ khoảng một tuần trước khi gánh vác chức vụ Trưởng quan Hành chính Hồng Kông năm 2012. Ông cũng là chủ tịch, thành viên hội đồng quản trị của Viện Nghiên cứu Chính sách Một quốc gia, hai chế độ.
Năm 2011, đã xảy ra đối đầu giữa cảnh sát và những người biểu tình sau diễu hành 1 tháng 7 thường niên, trong bối cảnh có sự phản đối rộng rãi từ công chúng đối với dự thảo luật của chính quyền nhằm loại bỏ các cuộc bầu cử lấp đầy những ghế trống trong Hội đồng Lập pháp. Lương Chấn Anh đã phát biểu rằng các cuộc biểu tình lộn xộn như vậy cần phải bị "xử phạt và hạn chế".

## Triệu tập nhân của Hội nghị Hành chính
Trưởng quan hành chính khi đó là Đổng Kiến Hoa đã bổ nhiệm Lương Chấn Anh làm triệu tập nhân của Hội nghị Hành chính vào năm 1999, thay thế người tiền nhiệm Chung Sĩ Nguyên. Trong bài diễn văn chính sách của Đổng Kiến Hoa vào năm 1997, ông đề nghị rằng chính quyền sẽ xây dựng không ít hơn 85.000 căn hộ mỗi năm, cho phép 70% công nhân sở hữu một nhà ở trong vòng 10 năm. Tuy nhiên, do Khủng hoảng tài chính châu Á 1997, đề xuất này bắt buộc phải ngưng lại. Với vai trò của triệu tập nhân Hội nghị Hành chính, Lương Chấn Anh đã nhiều lần nhận được câu hỏi về kế hoạch chính sách này trong nhiều năm.

## Trưởng quan hành chính

### Chiến dịch tranh cử
Ngày 28 tháng 11 năm 2011, Lương Chấn Anh đã chính thức công bố việc ông ứng cử chức vụ trưởng quan hành chính, hai năm sau khi ông lần đầu tiên ám chỉ việc mình quan tâm đến vị trí này.
Chiến dịch tranh cử của ông gây ngạc nhiên và tranh cãi. Người được ưa chuộng nhất để giành chiến thắng là nguyên trưởng ty ty chính vụ Đường Anh Niên (唐英年), người này được sự ủng hộ của quan chức địa phương, các ông trùm bất động sản và kinh doanh chủ chốt, và quan trọng là từ chính quyền Bắc Kinh. Tuy nhiên, khi nhà của Đường Anh Niên bị phát hiện có một công trình xây dựng bất hợp pháp, Lương Chấn Anh cũng phải đối mặt với vấn đề riêng của mình.
Trong chiến dịch tranh cử, có các tin đồn xuất hiện liên tục cho rằng Lương Chấn Anh là (hoặc từng là) một thành viên bí mật của Đảng Cộng sản Trung Quốc. Mục 31 của Điều lệ Tuyển cử Trưởng quan hành chính (Chương 569) quy định rằng người chiến thắng trong cuộc tuyển cử Trưởng quan hành chính phải "công khai thực hiện một tuyên bố pháp lý để có hiệu lực rằng người đó không phải là thành viên của bất kỳ chính đảng nào". Lý Trụ Minh (李柱銘), một chính khách ủng hộ dân chủ, đã đặt câu hỏi về sự tồn tại của nguyên tắc 'một quốc gia, hai chế độ' nếu như Lương Chấn Anh được bầu làm trưởng quan hành chính, nói rằng Lương Chấn Anh hẳn đã là một đảng viên cộng sản trung thành khi được bổ nhiệm làm Tổng thư ký Ủy ban Tư vấn Luật Cơ bản, lúc mới ở tuổi 31. Quan điểm này được một người cộng sản ngầm cũ là Lương Mộ Nhàn (梁慕嫻) ủng hộ, cuốn hồi ký của bà có ghi rằng Lương Chấn Anh cũng là một thành viên bí mật của đảng. Bà giải thích rằng với việc Lương Chấn Anh kế nhiệm Mao Quân Niên (毛鈞年)- người đã bị lộ thân thế cộng sản, để trở thành Tổng thư ký Ủy ban Tư vấn Luật Cơ bản Ma Cao, thì ông cũng phải là một đảng viên theo truyền thống của đảng. Bà cũng trích dẫn những lời nhận xét mơ hồ của Lương Chấn Anh về thảm sát Thiên An Môn 1989 là một manh mối cho việc ông là một đảng viên cộng sản, tương phản với sự đồng cảm lớn hơn từ Đường Anh Niên dành cho phong trào biểu tình. Bà nói rằng nếu như Lương Chấn Anh, một đảng viên cộng sản ngầm, chiến thắng trong cuộc tuyển cử thì các lãnh đạo của Đảng Cộng sản tại Hồng Kông sẽ kiểm soát lãnh thổ này trên thực tế. Lương Chấn Anh luôn bác bỏ các tuyên bố như vậy khi cho rằng chúng không có căn cứ.
Ý kiến cho rằng lòng trung thành của Lương Chấn Anh hướng về Bắc Kinh nhiều hơn Hồng Kông đã đeo bám ông từ lâu. Năm 2010, Lương Chấn Anh đã được câu hỏi rằng ông có ủng hộ trao giải Nobel Hòa bình cho nhân vật bất đồng chính kiến bị cầm tù Lưu Hiểu Ba hay không. Ông đã trả lời rằng cựu lãnh đạo Trung Quốc Đặng Tiểu Bình nên là người Trung Quốc đầu tiên nhận được giải thưởng này.
Đến cuối chiến dịch tranh cử, Điền Bắc Tuấn (田北俊), chủ tịch danh dự của Đảng Tự do nói rằng các thành viên của ủy ban tuyển cử đã nhận được những cuộc gọi từ "Văn phòng Liên lạc Chính phủ Nhân dân Trung ương tại Khu hành chính đặc biệt Hồng Kông" đòi hỏi họ bỏ phiếu cho Lương Chấn Anh.
Cuối cùng, vào ngày 25 tháng 3 năm 2012, Lương Chấn Anh được tuyên bố trở thành nhà lãnh đạo mới của Hồng Kông, sau khi có được 689 phiếu từ ủy ban tuyển cử gồm 1.200 thành viên. Đường Anh Niên có được 285 phiếu và ứng cử viên thứ ba, đảng viên dân chủ Hà Tuấn Nhân (何俊仁) có được phiếu của 76 thành viên. Tổng cộng, đã nhận được 1.132 phiếu hợp lệ.
Khi ông được bầu chọn, phiên bản điện tử của Nhân dân Nhật báo đã gọi ông là "đồng chí Lương Chấn Anh". Khi các phương tiện truyền thông Hoa ngữ chỉ ra rằng từ đồng chí được dành riêng để các chỉ các đảng viên cộng sản, và cả Đổng Kiến Hoa và Tăng Âm Quyền đều không được gọi như vậy, từ "đồng chí" đã bị loại bỏ khỏi trang.
Sau khi thắng cử, người ta đã phát hiện một số công trình xây dựng bất hợp pháp/chưa được cho phép trong tư gia của Lương Chấn Anh, vụ bê bối này càng trở nên nghiêm trọng khi nó đi theo vết xe đổ của Đường Anh Niên- khi người ta phát hiện tầng hầm được xây trái phép trong tư gia của ông ta và điều này đã khiến chiến dịch tranh cử của Đường Anh Niên bị ảnh hưởng tiêu cực, và khi đó Lương Chấn Anh đã chỉ trích thẳng Đường Anh Niên. Vấn đề này đã chi phối trong khoảng thời gian khi ông nhậm chức. Các công trình xây dựng của Lương Chấn Anh đã bị phá bỏ.

### Nhiệm kỳ đầu tiên
Lương Chấn Anh nhậm chức Trưởng quan hành chính vào ngày 1 tháng 7 năm 2012. Cũng như vấn đề công trình xây dựng bất hợp pháp, đã có tranh luận về những sự bổ nhiệm và các hành động khác của ông. Lương Chấn Anh đọc diễn văn trong lễ nhậm chức của mình bằng Quan thoại; trong khi tiếng Quảng Đông, ngôn ngữ chính của thành phố nơi ông đắc cử làm đại diện, không xuất hiện trong buổi lễ. Điều này cũng tương phản với người tiến nhiệm của ông, Tăng Âm Quyền, khi ông này đọc diễn văn nhậm chức năm 2007 bằng tiếng Quảng Đông. Việc này càng củng cố một niềm tin đang lớn dần ở Hồng Kông rằng ông chẳng khác gì một con rối của Đảng Cộng sản. Ngày 1 tháng 1 năm 2013, đã có một cuộc biểu tình quy mô lớn của người dân Hồng Kông nhằm yêu cầu Lương Chấn Anh từ chức. Ngày 9 tháng 1 năm 2013, Lương Chấn Anh đã vượt qua cuộc bỏ phiếu bất tín nhiệm do Đảng Dân chủ đối lập khởi xướng, ông có được 37 phiếu thuận, 27 phiếu chống.

## Gia đình
Lương Chấn Anh đã kết hôn với Đường Thanh Nghi (唐青儀, Regina Leung Tong Ching-yee) và hai người đã có một con gái và một con trai. Cha của Lương Chấn Anh là một sĩ quan cảnh sát Hồng Kông.